# Гавроданов, Пётр Иванович
Пётр Иванович Гавроданов (18 декабря 1919, Лопатино, Тверская губерния — 29 октября 1987, Москва) — старшина Советской Армии, участник Великой Отечественной войны, полный кавалер ордена Славы.

## Биография
Пётр Иванович Гавроданов родился 18 декабря 1919 года в деревне Лопатино (ныне — Старицкий район Тверской области). После окончания семи классов школы трудился счетоводом в колхозе. 9 сентября 1939 года Гавроданов был призван на службу в Рабоче-Крестьянскую Красную Армию. Окончил полковую школу. С августа 1941 года — на фронтах Великой Отечественной войны. Участвовал в боях за Украинскую ССР, в том числе в обороне Одессы, битве за Кавказ, освобождении Крыма, Украинской ССР, Чехословакии. Четыре раза за войну был ранен.
К 1944 году служил командиром отделения 2-й пулемётной роты 903-го стрелкового полка 242-й горнострелковой дивизии 3-го горнострелкового корпуса 1-й гвардейской армии. Неоднократно отличался в боях. Так, 8 мая 1944 года при штурме Сапун-горы под Севастополем Гавроданов в числе первых ворвался в немецкую траншею, где уничтожил 6 вражеских солдат и расчёт вражеского пулемёта, при этом получил ранение. 15 сентября 1944 года был награждён орденом Славы 3-й степени.
В ходе наступления в Карпатах 19 сентября — 20 октября 1944 года Гавроданов участвовал в освобождении ряда населённых пунктов Польши и Чехословакии. При штурме населённого пункта Габуре вверенное ему подразделение уничтожило 3 пулемёта с расчётами. Сам Гавроданов лично уничтожил в том бою 6 немецких солдат. За это 14 декабря 1944 года он был награждён орденом Славы 2-й степени.
17 декабря 1944 года в районе словацкого населённого пункта Бачков пулемёт Гавроданова вышел из строя, но сержант занял обороны и стал отстреливаться от наседающих врагов из автомата, уничтожив 9 солдат и 1 офицера. После устранения неисправности расчёт продолжил вести огонь. 23 мая 1945 года Указом Президиума Верховного Совета СССР Гавроданов был удостоен ордена Славы 1-й степени.
В 1947 году в звании старшины Гавроданов был демобилизован. Первоначально жил в деревне Быково Старицкого района Калининской (ныне — Тверской) области, работал военруком в местной школе. В 1950 году уехал в Москву, трудился слесарем на Московском фурнитурном заводе. Умер 29 октября 1987 года, похоронен на Котляковском кладбище Москвы.

## Награды[1]
- Орден Отечественной войны 1-й степени (06.04.1985);
- Орден Славы 1-й степени (23.05.1945);
- Орден Славы 2-й степени (14.12.1944);
- Орден Славы 3-й степени (15.09.1944);
- Медаль «За отвагу» (10.04.1943) и другие медали.